# Georges Meslin
Pour les articles homonymes, voir Meslin (homonymie).
René Armand Georges Meslin (né le 21 avril 1862 à Poitiers et mort le 11 janvier 1918 à Montpellier) est un physicien français. Il a travaillé dans le domaine de l'optique et on lui doit le dispositif connu sous le nom de bilentilles de Meslin .
Ancien élève de l'École Normale Supérieur et docteur es-sciences, Meslin commence sa carrière dans l'enseignement secondaire. En 1890, il devient maître de conférences à la Faculté des Sciences de Montpellier, où il devient professeur en 1894.